# Muhamed Konjić
Muhamed „Mo” Konjić (ur. 14 maja 1970 w Tuzli) – piłkarz bośniacki grający na pozycji środkowego obrońcy. W swojej karierze rozegrał 38 meczów w reprezentacji Bośni i Hercegowiny i strzelił w niej 3 gole.

## Kariera klubowa
Karierę piłkarską Konjić rozpoczął w klubie Sloboda Tuzla. W 1989 roku awansował do kadry pierwszej drużyny i w sezonie 1989/1990 zadebiutował w niej w pierwszej lidze jugosłowiańskiej. W Slobodzie grał do końca sezonu 1991/1992.
Od 1992 roku Konjić występował w nowo powstałej lidze chorwackiej. Jego pierwszym klubem w Chorwacji był NK Belišće, w którym grał w sezonie 1992/1993. W latach 1993–1996 grał w NK Zagreb. W sezonie 1993/1994 wywalczył z nim wicemistrzostwo Chorwacji.
W 1996 roku Konjić przeszedł do szwajcarskiego FC Zürich. Po półtora roku gry w lidze szwajcarskiej odszedł do AS Monaco. W Monaco występował w podstawowym składzie w rundzie wiosennej sezonu 1997/1998 i rundzie jesiennej sezonu 1998/1999.
W 1999 roku Konjić został zawodnikiem Coventry City. W Premier League zadebiutował 5 lutego 1999 w zremisowanym 0:0 wyjazdowym meczu z Tottenhamem Hotspur. W 2001 roku spadł z Coventry do Division One. W 2004 roku odszedł do Derby County. W 2006 roku zakończył karierę.
| Sezon   | Klub          | Kraj       | Rozgrywki      | Mecze | Bramki |
| ------- | ------------- | ---------- | -------------- | ----- | ------ |
| 1989/90 | Sloboda Tuzla | Jugosławia | Prva liga      | 13    | 0      |
| 1990/91 | Sloboda Tuzla | Jugosławia | Prva liga      | 3     | 0      |
| 1991/92 | Sloboda Tuzla | Jugosławia | Prva liga      | 5     | 0      |
| 1992/93 | NK Belišće    | Chorwacja  | 1. HNL         | 18    | 0      |
| 1993/94 | NK Zagreb     | Chorwacja  | 1. HNL         | 29    | 3      |
| 1994/95 | NK Zagreb     | Chorwacja  | 1. HNL         | 19    | 1      |
| 1995/96 | NK Zagreb     | Chorwacja  | 1. HNL         | 15    | 1      |
| 1996/97 | FC Zürich     | Szwajcaria | Nationalliga A | 29    | 2      |
| 1997/98 | FC Zürich     | Szwajcaria | Nationalliga A | 7     | 3      |
| 1997/98 | AS Monaco     | Francja    | Ligue 1        | 19    | 0      |
| 1998/99 | AS Monaco     | Francja    | Ligue 1        | 18    | 2      |
| 1998/99 | Coventry City | Anglia     | Premier League | 4     | 0      |
| 1999/00 | Coventry City | Anglia     | Premier League | 4     | 0      |
| 2000/01 | Coventry City | Anglia     | Premier League | 8     | 0      |
| 2001/02 | Coventry City | Anglia     | Division One   | 38    | 2      |
| 2002/03 | Coventry City | Anglia     | Division One   | 42    | 0      |
| 2003/04 | Coventry City | Anglia     | Division One   | 42    | 2      |
| 2004/05 | Derby County  | Anglia     | Championship   | 16    | 0      |
| 2005/06 | Derby County  | Anglia     | Championship   | 0     | 0      |

## Kariera reprezentacyjna
W reprezentacji Bośni i Hercegowiny Konjić zadebiutował 30 listopada 1995 roku w przegranym 0:2 towarzyskim meczu z Albanią. W swojej karierze grał w eliminacjach do MŚ 1998, Euro 2000, MŚ 2002 i Euro 2004. Od 1995 do 2006 roku rozegrał w kadrze narodowej 38 meczów i strzelił w nich 3 gole.